# Vẫn mãi tuổi 17
Vẫn mãi tuổi 17  (tiếng Hàn: 서른이지만 열일곱입니다; Romaja: Seoreunijiman Yeorilgobimnida; dịch nghĩa đen: "Thirty But Seventeen"; còn được biết đến với tên tiếng Anh: Still 17) là một bộ phim truyền hình Hàn Quốc với các diễn viên Shin Hye-sun, Yang Se-jong và Ahn Hyo-seop. Nó được phát sóng vào thứ hai và thứ ba lúc  22:00 (KST) trên SBS từ ngày 23 tháng 7 đến 18 tháng 9 năm 2018 dài 32 tập.

## Diễn viên

### Vai chính
- Shin Hye-sun vai Woo Seo-ri[5]
  - Park Si-eun vai Woo Seo-ri lúc nhỏ[6]

Nghệ sĩ chơi violin đầy tham vọng nhưng bị phá hủy do tai nạn.
- Yang Se-jong vai Gong Woo-jin[5]
  - Yoon Chan-young vai Gong Woo-jin lúc nhỏ[7]

Nhà thiết kế sân khấu nhưng thường giày vò bản thân đã gây nạn cho Woo Seo-ri.
- Ahn Hyo-seop vai Yoo Chan[8]

Cháu của Woo-jin. Đội trưởng nhóm đua thuyền trường trung học Taesan.
- Ye Ji-won vai Jennifer[9]

Quản gia của Gong Woo-jin và cháu trai của anh.

### Vai phụ

#### Xunh quanh Gong Woo-jin
- Jung Yoo-jin vai Hee-soo[10]

Nhà thiết kế sân khấu tài năng. Bạn học của Woo-jin.
- Ahn Seung-gyun vai Jin Hyun
- Lee Ah-hyun vai Gong Hyun-jung

Chị của Woo-jin và là mẹ của Yoo Chan.

#### Xunh quanh Woo Seo-ri
- Wang Ji-won vai Kim Tae-rin[11]

Nghệ sĩ chơi violin và giám đốc âm nhạc. Đối thủ lớn nhất của Seo-ri.
- Yoon Sun-woo vai Kim Hyung-tae[12]
  - Wang Seok-hyun vai young Hyung-tae[13]

Bác sĩ nội trú thần kinh. Bạn thời thơ ấu của Seo-ri người có tình cảm với cô.
- Lee Seo-yeon vai No Soo-mi[14]

Bạn thân của Seo-ri. Cô đã mất trong vụ tai nạn.

#### Gia đình của Woo Seo-ri
- Jeon Ye-seo vai Kim Hyun-jin

Mẹ của Seo-ri.
- Jeon Bae-su vai Woo Sung-hyun

Cha của Seo-ri.
- Lee Seung-joon vai Kim Hyun-gyu[15]

Chú của Seo-ri.
- Shim Yi-young vai Kook Mi-hyun

Cô của Seo-ri.

#### Trung học Taesan
- Lee Do-hyun vai Dong Hae-bum[16]

Bạn thân của Yoo Chan.
- Jo Hyun-sik vai Han Deok-soo

Bạn thân của Yoo Chan.
- Jo Yoo-jung vai Lee Ri-an

Bạn của Yoo Chan người có tình cảm với anh.

#### Xung quanh Jennifer
- Kim Young-jae vai Kim Tae-jin (tập 28-29)

Chồng của Jennifer

#### Khác
- Jung Ho-bin vai Byun Gyu-chul
- Kim Min-sang vai bác sĩ của Woo-jin[17]
- Kim Ji-yee
- Son San
- Seo Yun-ah
- Ha Dok-won
- Ji Dae-han
- Park Jong-hoon[18]
- Min Eun-kyung[18]

### Khách mời đặc biệt
- Jung Jin-woon vai Jung Jin-woon

Đối thủ của Yoo Chan trong cuộc thi đua thuyền (tập 24-25)

## Sản xuất
Lần đọc kịch bản đầu tiên được tổ chức vào ngày 16 tháng 5 năm 2018 tại SBS Studio ở Tanhyun, Ilsan, Hàn Quốc.

## Nhạc phim

### Phần 1
| Phát hành ngày 30 tháng 7 năm 2018 | Phát hành ngày 30 tháng 7 năm 2018 | Phát hành ngày 30 tháng 7 năm 2018 | Phát hành ngày 30 tháng 7 năm 2018            | Phát hành ngày 30 tháng 7 năm 2018 | Phát hành ngày 30 tháng 7 năm 2018 |
| STT                                | Nhan đề                            | Phổ lời                            | Phổ nhạc                                      | Nghệ sĩ                            | Thời lượng                         |
| ---------------------------------- | ---------------------------------- | ---------------------------------- | --------------------------------------------- | ---------------------------------- | ---------------------------------- |
| 1.                                 | "Seventeen"                        | Moon Sung-nam (Every Single Day)   | Moon Sung-nam (Every Single Day) Jung Jae-woo | Every Single Day                   | 3:31                               |
| 2.                                 | "Seventeen" (Inst.)                |                                    | Moon Sung-nam (Every Single Day) Jung Jae-woo |                                    | 3:31                               |
| Tổng thời lượng:                   | Tổng thời lượng:                   | Tổng thời lượng:                   | Tổng thời lượng:                              | Tổng thời lượng:                   | 7:02                               |

### Phần 2
| Phát hành ngày 7 tháng 8 năm 2018 | Phát hành ngày 7 tháng 8 năm 2018 | Phát hành ngày 7 tháng 8 năm 2018 | Phát hành ngày 7 tháng 8 năm 2018        | Phát hành ngày 7 tháng 8 năm 2018 | Phát hành ngày 7 tháng 8 năm 2018 |
| STT                               | Nhan đề                           | Phổ lời                           | Phổ nhạc                                 | Nghệ sĩ                           | Thời lượng                        |
| --------------------------------- | --------------------------------- | --------------------------------- | ---------------------------------------- | --------------------------------- | --------------------------------- |
| 1.                                | "Just Stay"                       | Good Choice Kim Kyeong-beom       | Kim Kyeong-beom Kim Ji-hwan Lee Jin-shil | Hyolyn                            | 3:33                              |
| 2.                                | "Just Stay" (Inst.)               |                                   | Kim Kyeong-beom Kim Ji-hwan Lee Jin-shil |                                   | 3:33                              |
| Tổng thời lượng:                  | Tổng thời lượng:                  | Tổng thời lượng:                  | Tổng thời lượng:                         | Tổng thời lượng:                  | 7:06                              |

### Phần 3
| Phát hành ngày 13 tháng 8 năm 2018 | Phát hành ngày 13 tháng 8 năm 2018 | Phát hành ngày 13 tháng 8 năm 2018            | Phát hành ngày 13 tháng 8 năm 2018            | Phát hành ngày 13 tháng 8 năm 2018 | Phát hành ngày 13 tháng 8 năm 2018 |
| STT                                | Nhan đề                            | Phổ lời                                       | Phổ nhạc                                      | Nghệ sĩ                            | Thời lượng                         |
| ---------------------------------- | ---------------------------------- | --------------------------------------------- | --------------------------------------------- | ---------------------------------- | ---------------------------------- |
| 1.                                 | "Thirty Waltz"                     | Moon Sung-nam (Every Single Day) Lim Joo-yeon | Moon Sung-nam (Every Single Day) Lim Joo-yeon | Tarin                              | 3:47                               |
| 2.                                 | "Thirty Waltz" (Inst.)             |                                               | Moon Sung-nam (Every Single Day) Lim Joo-yeon |                                    | 3:47                               |
| Tổng thời lượng:                   | Tổng thời lượng:                   | Tổng thời lượng:                              | Tổng thời lượng:                              | Tổng thời lượng:                   | 7:34                               |

### Phần 4
| Phát hành ngày 21 tháng 8 năm 2018 | Phát hành ngày 21 tháng 8 năm 2018    | Phát hành ngày 21 tháng 8 năm 2018 | Phát hành ngày 21 tháng 8 năm 2018 | Phát hành ngày 21 tháng 8 năm 2018 | Phát hành ngày 21 tháng 8 năm 2018 |
| STT                                | Nhan đề                               | Phổ lời                            | Phổ nhạc                           | Nghệ sĩ                            | Thời lượng                         |
| ---------------------------------- | ------------------------------------- | ---------------------------------- | ---------------------------------- | ---------------------------------- | ---------------------------------- |
| 1.                                 | "Tears In My Heart (내 맘 속의 눈물)" | Lucia                              | Lucia                              | Lucia                              | 3:25                               |
| 2.                                 | "Tears In My Heart" (Inst.)           |                                    | Lucia                              |                                    | 3:25                               |
| Tổng thời lượng:                   | Tổng thời lượng:                      | Tổng thời lượng:                   | Tổng thời lượng:                   | Tổng thời lượng:                   | 6:50                               |

### Phần 5
| Phát hành ngày 4 tháng 9 năm 2018 | Phát hành ngày 4 tháng 9 năm 2018 | Phát hành ngày 4 tháng 9 năm 2018             | Phát hành ngày 4 tháng 9 năm 2018             | Phát hành ngày 4 tháng 9 năm 2018 | Phát hành ngày 4 tháng 9 năm 2018 |
| STT                               | Nhan đề                           | Phổ lời                                       | Phổ nhạc                                      | Nghệ sĩ                           | Thời lượng                        |
| --------------------------------- | --------------------------------- | --------------------------------------------- | --------------------------------------------- | --------------------------------- | --------------------------------- |
| 1.                                | "Get Away"                        | Moon Sung-nam (Every Single Day), Im Joo-yeon | Moon Sung-nam (Every Single Day), Im Joo-yeon | Bonggu                            | 4:56                              |
| 2.                                | "Get Away" (Inst.)                |                                               | Moon Sung-nam (Every Single Day), Im Joo-yeon |                                   | 4:56                              |
| Tổng thời lượng:                  | Tổng thời lượng:                  | Tổng thời lượng:                              | Tổng thời lượng:                              | Tổng thời lượng:                  | 9:52                              |

### Phần 6
| Phát hành ngày 11 tháng 9 năm 2018 | Phát hành ngày 11 tháng 9 năm 2018 | Phát hành ngày 11 tháng 9 năm 2018 | Phát hành ngày 11 tháng 9 năm 2018 | Phát hành ngày 11 tháng 9 năm 2018 | Phát hành ngày 11 tháng 9 năm 2018 |
| STT                                | Nhan đề                            | Phổ lời                            | Phổ nhạc                           | Nghệ sĩ                            | Thời lượng                         |
| ---------------------------------- | ---------------------------------- | ---------------------------------- | ---------------------------------- | ---------------------------------- | ---------------------------------- |
| 1.                                 | "Right Now We (우리 지금)"         | Kim Ho-kyung                       | 1601                               | Migyo                              | 3:10                               |
| 2.                                 | "Right Now We" (Inst.)             |                                    | 1601                               |                                    | 3:10                               |
| Tổng thời lượng:                   | Tổng thời lượng:                   | Tổng thời lượng:                   | Tổng thời lượng:                   | Tổng thời lượng:                   | 6:20                               |

### Phần 7
| Phát hành ngày 17 tháng 9 năm 2018 | Phát hành ngày 17 tháng 9 năm 2018 | Phát hành ngày 17 tháng 9 năm 2018 | Phát hành ngày 17 tháng 9 năm 2018 | Phát hành ngày 17 tháng 9 năm 2018 | Phát hành ngày 17 tháng 9 năm 2018 |
| STT                                | Nhan đề                            | Phổ lời                            | Phổ nhạc                           | Nghệ sĩ                            | Thời lượng                         |
| ---------------------------------- | ---------------------------------- | ---------------------------------- | ---------------------------------- | ---------------------------------- | ---------------------------------- |
| 1.                                 | "Walk With Me (같이 걷자)"         | Good Choice                        | Park Jung-wook                     | Park Jae-jung                      | 3:46                               |
| 2.                                 | "Walk With Me" (Inst.)             |                                    | Park Jung-wook                     |                                    | 3:46                               |
| Tổng thời lượng:                   | Tổng thời lượng:                   | Tổng thời lượng:                   | Tổng thời lượng:                   | Tổng thời lượng:                   | 7:32                               |

| Disc 2: | Disc 2:                   | Disc 2:         | Disc 2:    |
| STT     | Nhan đề                   | Artist          | Thời lượng |
| ------- | ------------------------- | --------------- | ---------- |
| 1.      | "Unravel" (Opening Title) | Various Artists | 0:56       |
| 2.      | "Amnesia"                 | Various Artists | 2:51       |
| 3.      | "Fab Donkey"              | Various Artists | 2:02       |
| 4.      | "From"                    | Various Artists | 1:43       |
| 5.      | "Funco"                   | Various Artists | 1:51       |
| 6.      | "Get away strings"        | Various Artists | 3:39       |
| 7.      | "Hongkong"                | Various Artists | 1:49       |
| 8.      | "Into the Memory"         | Various Artists | 2:31       |
| 9.      | "Little Carnival"         | Various Artists | 2:05       |
| 10.     | "Seventeen strings"       | Various Artists | 2:40       |
| 11.     | "Tangerine strings"       | Various Artists | 4:22       |
| 12.     | "Thirty Tension strings"  | Various Artists | 3:10       |

## Đánh giá
- Trong bảng dưới đây, số màu xanh biểu thị cho đánh giá thấp và số màu đỏ biểu thị cho đánh giá cao.
- N/A biểu thị cho không có đánh giá.

| Ep.        | Ngày phát sóng chính thức | Thị phần người xem trung bình | Thị phần người xem trung bình | Thị phần người xem trung bình | Thị phần người xem trung bình |
| Ep.        | Ngày phát sóng chính thức | TNmS                          | TNmS                          | AGB Nielsen                   | AGB Nielsen                   |
| Ep.        | Ngày phát sóng chính thức | Toàn quốc                     | Seoul                         | Toàn quốc                     | Seoul                         |
| ---------- | ------------------------- | ----------------------------- | ----------------------------- | ----------------------------- | ----------------------------- |
| 1          | 23 tháng 7, 2018          | 5.8%                          | 6.9%                          | 5.7% (18th)                   | 6.7% (17th)                   |
| 2          | 23 tháng 7, 2018          | 6.4%                          | 7.3%                          | 7.1% (14th)                   | 8.0% (6th)                    |
| 3          | 24 tháng 7, 2018          | 6.2%                          | 7.1%                          | 6.9% (12th)                   | 7.8% (6th)                    |
| 4          | 24 tháng 7, 2018          | 7.5%                          | 8.7%                          | 8.2% (6th)                    | 9.4% (4th)                    |
| 5          | 30 tháng 7, 2018          | 7.8%                          | 9.1%                          | 7.6% (9th)                    | 8.9% (6th)                    |
| 6          | 30 tháng 7, 2018          | 8.5%                          | 9.7%                          | 8.8% (6th)                    | 10.1% (3rd)                   |
| 7          | 31 tháng 7, 2018          | 6.2%                          | 6.8%                          | 7.3% (9th)                    | 7.9% (6th)                    |
| 8          | 31 tháng 7, 2018          | 7.8%                          | 8.3%                          | 9.0% (4th)                    | 9.5% (4th)                    |
| 9          | 6 tháng 8, 2018           | 7.2%                          | 7.9%                          | 7.2% (12th)                   | 8.0% (9th)                    |
| 10         | 6 tháng 8, 2018           | 8.3%                          | 9.4%                          | 8.8% (6th)                    | 9.9% (4th)                    |
| 11         | 7 tháng 8, 2018           | 7.8%                          | 9.0%                          | 7.6% (9th)                    | 8.6% (5th)                    |
| 12         | 7 tháng 8, 2018           | 9.0%                          | 10.9%                         | 9.1% (5th)                    | 11.0% (3rd)                   |
| 13         | 13 tháng 8, 2018          | 8.2%                          | 9.4%                          | 8.2% (9th)                    | 9.5% (5th)                    |
| 14         | 13 tháng 8, 2018          | 9.2%                          | 10.6%                         | 9.7% (6th)                    | 11.2% (3rd)                   |
| 15         | 14 tháng 8, 2018          | 7.7%                          | 8.9%                          | 8.4% (7th)                    | 9.6% (5th)                    |
| 16         | 14 tháng 8, 2018          | 9.0%                          | 10.4%                         | 10.5% (4th)                   | 12.1% (2nd)                   |
| 17         | 21 tháng 8, 2018          | 7.1%                          | 8.6%                          | 7.5% (9th)                    | 8.9% (6th)                    |
| 18         | 21 tháng 8, 2018          | 9.5%                          | 11.0%                         | 9.9% (4th)                    | 11.3% (4th)                   |
| 19         | 28 tháng 8, 2018          | 9.2%                          | 10.7%                         | 9.8% (5th)                    | 11.3% (4th)                   |
| 20         | 28 tháng 8, 2018          | 10.4%                         | 12.1%                         | 10.8% (4th)                   | 12.5% (3rd)                   |
| 21         | 3 tháng 9, 2018           | 9.4%                          | —                             | 8.7% (10th)                   | 10.4% (4th)                   |
| 22         | 3 tháng 9, 2018           | 10.3%                         | —                             | 10.2% (6th)                   | 12.0% (3rd)                   |
| 23         | 4 tháng 9, 2018           | 8.6%                          | —                             | 9.3% (6th)                    | 10.8% (4th)                   |
| 24         | 4 tháng 9, 2018           | 10.4%                         | —                             | 10.8% (4th)                   | 12.2% (3rd)                   |
| 25         | 10 tháng 9, 2018          | 8.2%                          | —                             | 9.5% (7th)                    | 10.9% (4th)                   |
| 26         | 10 tháng 9, 2018          | 9.6%                          | —                             | 10.9% (4th)                   | 12.5% (3rd)                   |
| 27         | 11 tháng 9, 2018          | 8.6%                          | —                             | 8.9% (6th)                    | 10.3% (4th)                   |
| 28         | 11 tháng 9, 2018          | 9.8%                          | —                             | 10.4% (3rd)                   | 11.8% (3rd)                   |
| 29         | 17 tháng 9, 2018          | 8.3%                          | —                             | 9.8% (7th)                    | 11.6% (4th)                   |
| 30         | 17 tháng 9, 2018          | 9.8%                          | —                             | 10.7% (3rd)                   | 12.5% (3rd)                   |
| 31         | 18 tháng 9, 2018          | 8.7%                          | —                             | 9.2% (4th)                    | 10.8% (3rd)                   |
| 32         | 18 tháng 9, 2018          | 10.4%                         | —                             | 11.0% (2nd)                   | 12.5% (1st)                   |
| Trung bình | Trung bình                | 8.5%                          | –                             | 9.0%                          | 10.3%                         |

## Giải thưởng và đề cử
| Năm  | Giải thưởng          | Thể loại                                        | Đề cử                        | Kết quả   | Tham khảo |
| ---- | -------------------- | ----------------------------------------------- | ---------------------------- | --------- | --------- |
| 2018 | 2nd The Seoul Awards | Nữ diễn viên xuất sắc                           | Shin Hye-sun                 | Đề cử     | [ 22 ]    |
| 2018 | 2nd The Seoul Awards | Vai nữ phụ xuất sắc                             | Ye Ji-won                    | Đề cử     | [ 22 ]    |
| 2018 | SBS Drama Awards     | Giải xuất sắc, nữ diễn viên phim Thứ hai-thứ ba | Shin Hye-sun                 | Đoạt giải | [ 23 ]    |
| 2018 | SBS Drama Awards     | Giải xuất sắc, diễn viên phim Thứ hai-thứ ba    | Yang Se-jong                 | Đoạt giải | [ 23 ]    |
| 2018 | SBS Drama Awards     | Vai nữ phụ xuất sắc                             | Ye Ji-won                    | Đoạt giải | [ 23 ]    |
| 2018 | SBS Drama Awards     | Diễn viên mới xuất sắc                          | Ahn Hyo-seop                 | Đoạt giải | [ 23 ]    |
| 2018 | SBS Drama Awards     | Nhân vật xuất sắc                               | Ahn Hyo-seop                 | Đề cử     | [ 23 ]    |
| 2018 | SBS Drama Awards     | Nhân vật xuất sắc                               | Lee Do-hyun                  | Đề cử     | [ 23 ]    |
| 2018 | SBS Drama Awards     | Nhân vật xuất sắc                               | Jo Hyun-sik                  | Đề cử     | [ 23 ]    |
| 2018 | SBS Drama Awards     | Nam diễn viên trẻ xuất sắc                      | Yoon Chan-young              | Đề cử     | [ 23 ]    |
| 2018 | SBS Drama Awards     | Nữ diễn viên trẻ xuất sắc                       | Park Si-eun                  | Đoạt giải | [ 23 ]    |
| 2018 | SBS Drama Awards     | Cặp đôi xuất sắc                                | Yang Se-jong và Shin Hye-sun | Đề cử     | [ 23 ]    |

## Phát sóng quốc tế
- Indonesia - NET. (2020)